# Cornelis van der Aa

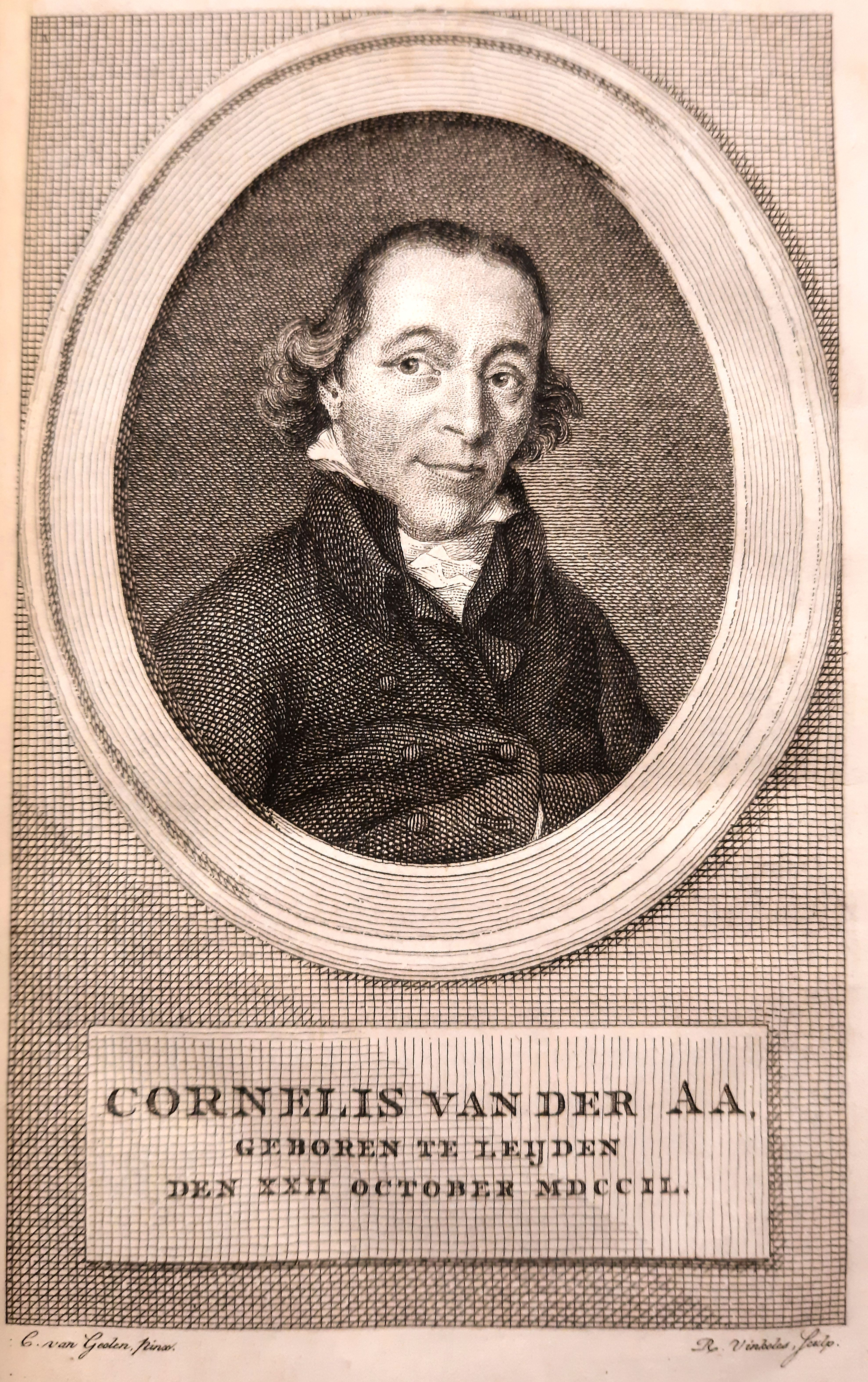
Cornelis van der Aa (1749–1815)

Cornelis van der Aa (* 22. Oktober 1749 in Leiden; † 26. Oktober 1815 in Amsterdam) war ein niederländischer Buchhändler und Schriftsteller.
Cornelis van der Aa war zuerst Buchhändler in Haarlem. Er wurde 1796 von den Schöffen der Stadt aus politischen Gründen – er war ein Gefolgsmann der Statthalter – zu fünf Jahren Gefängnis und anschließender dauerhaften Verbannung aus Holland verurteilt. Ende 1799 wurde er freigelassen und ließ sich als Buchhändler in Utrecht nieder. In der Folge betätigte er sich hier sowie später in Amsterdam, wohin er 1807 umzog, als Autor historischer Werke über sein Heimatland.

## Werke
- Beknopt Handboekje der Vaderlandsche Geschiedenissen, 6 Bde., Amsterdam 1800–1803.
- Geschiedenis van den jongst geeindigden oorlog, tot op het sluiten van den vrede te Amiens, 10 Bde., Amsterdam 1802–1808.
- De Geschiedenis der Vereenigde Nederlanden, en derzelver buitenlandsche bezittingen, 6 Bde., Amsterdam 1804–1810, Nachdruck 25 Bde., Dordrecht 1811.
- Geschiedenis van het leven, charachter en lotgevallen van Willem V. Prins van Oranje en Nassau, 5 Bde., Amsterdam 1806–1809.
- De doorluchtige vorsten uit den huize van Oranje-Nassau en derzelver uitmundende daden, Amsterdam 1814.
- De tyrannyen der Franschen in den jaaren 1747, 1795–1813 in de Nederlanden gepleegd, Amsterdam 1814.
- Verslag van de gebeurtenissen in Amsterdam en Woerden in November en December 1813, 2 Bde., Amsterdam 1814.